# عقد 660
عقد 660 هو عقد امتد بين 1 يناير 660 و31 ديسمبر 669 بحسب التقويم الميلادي. سبقه عقد 650 ولحقه عقد 670.

## مواليد
- إبراهيم بن يزيد النخعي (666)
- جستنيان الثاني (669)
- جيوكي (668)
- سعيد بن جبير (665)
- نصر بن سيار الكناني (663)
- محمد بن يحيى بن حبان (667)
- فاطمة بنت الحسين (661)
- سليمان بن طرخان التيمي (666)
- علي بن عبد الله بن عباس (661)
- غريغوري الثاني (669)
- الوليد بن عبد الملك (668)

## وفيات
- غوديبرت ملك اللومبارد (662)
- صفوان بن أمية بن خلف (661)
- زيد بن ثابت (665)
- أم هانئ بنت أبي طالب (661)
- الإمبراطورة كوغيوكو (661)
- عبد الله بن سلام (663)
- بنيامين الأول (662)
- عمرو بن العاص (664)
- الحسن بن علي (669)
- قسطنطين الثاني (668)
- عبد الرحمن بن ملجم (661)

## كتب
- Yves Denis Papin (1998). Chronologie de l'histoire ancienne. Lieu de publication non identifié: Éditions Jean-paul Gisserot. ISBN:2-87747-346-5. OCLC:40746926. مؤرشف من الأصل في 2022-03-16.
- موسوعة حضارة العالم (2002) لأحمد محمد عوف.

## روابط خارجية
- تصفح سنة بسنة عقد 660 على موقع onthisday.com
- تصفح سنة بسنة عقد 660 ابتداءً من سنة عقد 660 على موقع المكتبة الوطنية الفرنسية